# Série de antologia
Uma série antológica ou série de antologia é uma série de rádio, televisão ou filme que abrange diferentes gêneros e apresenta uma história diferente e um conjunto diferente de personagens em cada episódio, temporada, segmento ou curta. Estes geralmente têm um elenco diferente em cada episódio, mas várias séries no passado, como Four Star Playhouse, empregavam uma trupe permanente de atores que apareciam em um drama diferente a cada semana. Algumas séries antológicas, como Studio One, começaram no rádio e depois se expandiram para a televisão.

## Etimologia
A palavra vem do grego antigo ἀνθολογία (anthología, "coleta de flores"), de ἀνθολογέω (anthologéō, "eu colho flores"), de ἄνθος (ánthos, "flor") + λέγω (légō, "eu colho, pego, coletar"), cunhado por Meleagro de Gadara por volta de 60 aC, originalmente como Στέφανος (στέφανος (stéphanos," guirlanda ")) para descrever uma coleção de poesia, mais tarde renomeada antologia. Anthologiai eram coleções de pequenos poemas e epigramas gregos, porque na cultura grega a flor simbolizava os sentimentos mais refinados que somente a poesia pode expressar.

## Rádio
Muitos programas populares de rádio antigos eram séries de antologia. Em algumas séries, como Inner Sanctum Mysteries, a única constante era o anfitrião, que introduzia e concluía cada apresentação dramática. Um dos primeiros programas foi The Collier Hour, transmitido na NBC Blue Network de 1927 a 1932. Como a primeira grande antologia dramática do rádio, adaptou histórias e seriados do Collier's Weekly em um movimento calculado para aumentar as assinaturas e competir com o The Saturday Evening Post. Exibido na quarta-feira anterior à distribuição de cada semana da revista, o programa logo passou para os domingos, a fim de evitar spoilers com dramatizações de histórias que apareciam simultaneamente na revista.

### Gêneros
A série de antologia de rádio forneceu um formato para gêneros de ficção científica, terror, suspense e mistério (todos produzidos nos Estados Unidos, a menos que indicado):
- Mystery House (1929–c.1944)
- The Witch's Tale (1931–38)
- Lights Out (1934–47)
- The Hermit's Cave (1935–c.1945)
- Famous Jury Trials (1936–1949)
- Dark Fantasy (1941–42)
- Inner Sanctum Mysteries (1941–52)
- The Whistler (1942–55)
- Suspense (1942–62)
- The Mysterious Traveler (1943–52)
- Creeps by Night (1944)
- Mystery Playhouse (1944)
- The Strange Dr. Weird (1944–45)
- The Haunting Hour (1944–46)
- The Sealed Book (1945)
- Mystery in the Air (1945–47)
- The Weird Circle (1946–47)
- Quiet, Please! (1947–49)
- Escape (1947–54)
- The Unexpected (1948)
- Hall of Fantasy (1949–53)
- 2000 Plus (1950–52)
- Dimension X (1950–51)
- ABC Mystery Theater (1951–1954)
- Sleep No More (1952–56)
- Theater 10:30 (1955) (Canadense)
- X Minus One (1955–58)

O episódio final de Suspense foi transmitido em 30 de setembro de 1962, uma data que tradicionalmente foi vista como marcando o fim da era do rádio dos velhos tempos. No entanto, as séries de gênero produzidas desde 1962 incluem:
- The Black Mass (1963–67)
- The Creaking Door (1964–65) (África do Sul)
- Beyond Midnight (1968–69) (África do Sul)
- The Zero Hour (1973–74)
- CBS Radio Mystery Theater (1974–82)
- Nightfall (1980–83) (Canadense)
- The Cabinet of Dr. Fritz (1984–85)
- 2000X (2000)
- The Twilight Zone (2002–03)

## Televisão
Na história da televisão, os dramas antológicos ao vivo foram especialmente populares durante a Idade de Ouro da Televisão dos anos 1950, com séries como The United States Steel Hour e The Philco Television Playhouse.
Dick Powell teve uma ideia para uma série de antologia, Four Star Playhouse, com uma rotação de estrelas estabelecidas a cada semana, quatro estrelas ao todo. As estrelas seriam donas do estúdio e do programa, como Lucille Ball e Desi Arnaz haviam feito com sucesso com o estúdio Desilu. Powell pretendia que o programa apresentasse a si mesmo, Charles Boyer, Joel McCrea e Rosalind Russell. Quando Russell e McCrea desistiram, David Niven entrou a bordo como a terceira estrela. A quarta estrela foi inicialmente uma estrela convidada. A CBS gostou da ideia, e Four Star Playhouse fez sua estreia no outono de 1952. Ele correu em semanas alternadas apenas durante a primeira temporada, alternando com Amos 'n' Andy. Foi bem sucedido o suficiente para ser renovado e se tornou um programa semanal da segunda temporada até o final de sua exibição em 1956. Ida Lupino foi trazida a bordo como a quarta estrela de fato, embora ao contrário de Powell, Boyer e Niven, ela não possuía ações da empresa.
As redes de televisão americanas às vezes exibiam séries de antologia de verão que consistiam em pilotos de televisão não vendidos. Começando em 1971, a longa série de antologia dramática Masterpiece Theatre trouxe produções britânicas para a televisão americana.
Em 2011, American Horror Story estreou um novo tipo de formato de antologia nos EUA. Cada temporada, em vez de cada episódio, é uma história independente. Vários atores apareceram nas várias temporadas, mas desempenhando papéis diferentes - em um eco do formato Four Star Playhouse.
O sucesso de American Horror Story gerou outras antologias com duração de temporada, como American Crime Story e Feud.